# Bobai (häradshuvudort i Kina, Guangxi Zhuangzu Zizhiqu, lat 22,27, long 109,97)
Bobai (kinesiska: 博白, 博白镇) är en häradshuvudort i Kina. Den ligger i den autonoma regionen Guangxi, i den södra delen av landet, omkring 180 kilometer öster om regionhuvudstaden Nanning. Antalet invånare är 183 102. Befolkningen består av 85 928 kvinnor och 97 174 män. Barn under 15 år utgör 23,0 %, vuxna 15-64 år 69 %, och äldre över 65 år 7,0 %.
Runt Bobai är det tätbefolkat, med 319 invånare per kvadratkilometer. Bobai är det största samhället i trakten. Omgivningarna runt Bobai är en mosaik av jordbruksmark och naturlig växtlighet.
Genomsnittlig årsnederbörd är 2 340 millimeter. Den regnigaste månaden är augusti, med i genomsnitt 371 mm nederbörd, och den torraste är januari, med 31 mm nederbörd.